# Antonio Pagani
Antonio Pagani, nome completo Marco Antonio Pagani (Venezia, 1526 – Vicenza, 4 gennaio 1589), è stato un francescano italiano.

## Biografia

### Formazione
Nato a Venezia, sestiere Cannaregio, nel 1526, battezzato nella chiesa di San Geremia con il nome di Marco, Antonio Pagani dimostra ben presto un ingegno non comune che gli permette di laurearsi, a 19 anni, in Diritto civile e canonico all'Università degli Studi di Padova. Durante il periodo speso a Padova, frequenta da laico il Convento di San Francesco Grande. Subito dopo la Laurea viene assunto come avvocato alla Nunziatura apostolica di Venezia. In prospettiva ha una carriera promettente, ma che non soddisfa pienamente il giovane avvocato.
Affascinato dalla predicazione di Barnabiti e Angeliche, prima a Padova poi a Venezia, Marco Pagani lascia tutto per entrare, ventenne, tra i Barnabiti di Milano, ove è ordinato sacerdote il 20 dicembre 1550. Ivi rimase solo quattro anni, poiché riaffiorò in lui l'attrattiva per l'ordine serafico cui anelava fin da fanciullo. Così nel 1558 chiese ed ottenne di entrare tra i Frati Minori.
Fece il noviziato a Udine, in via della Vigna. Richiamato a Venezia, attese all'insegnamento del diritto canonico, alla compilazione di opere spirituali e alla predicazione.
Egli prese parte anche al Concilio di Trento (1561-1563) come teologo dell'Ordine e tenne un discorso ai Padri Conciliari sulla Riforma della Chiesa. Tra i Padri del Concilio c'era anche il vescovo di Cittanova, Matteo Priuli, il quale, divenuto poi vescovo di Vicenza (1565) e conoscendo il Pagani come uomo di dottrina e di grande zelo, lo volle con sé per l'opera di riforma nella sua diocesi.

### L'opera riformatrice e organizzatrice a Vicenza

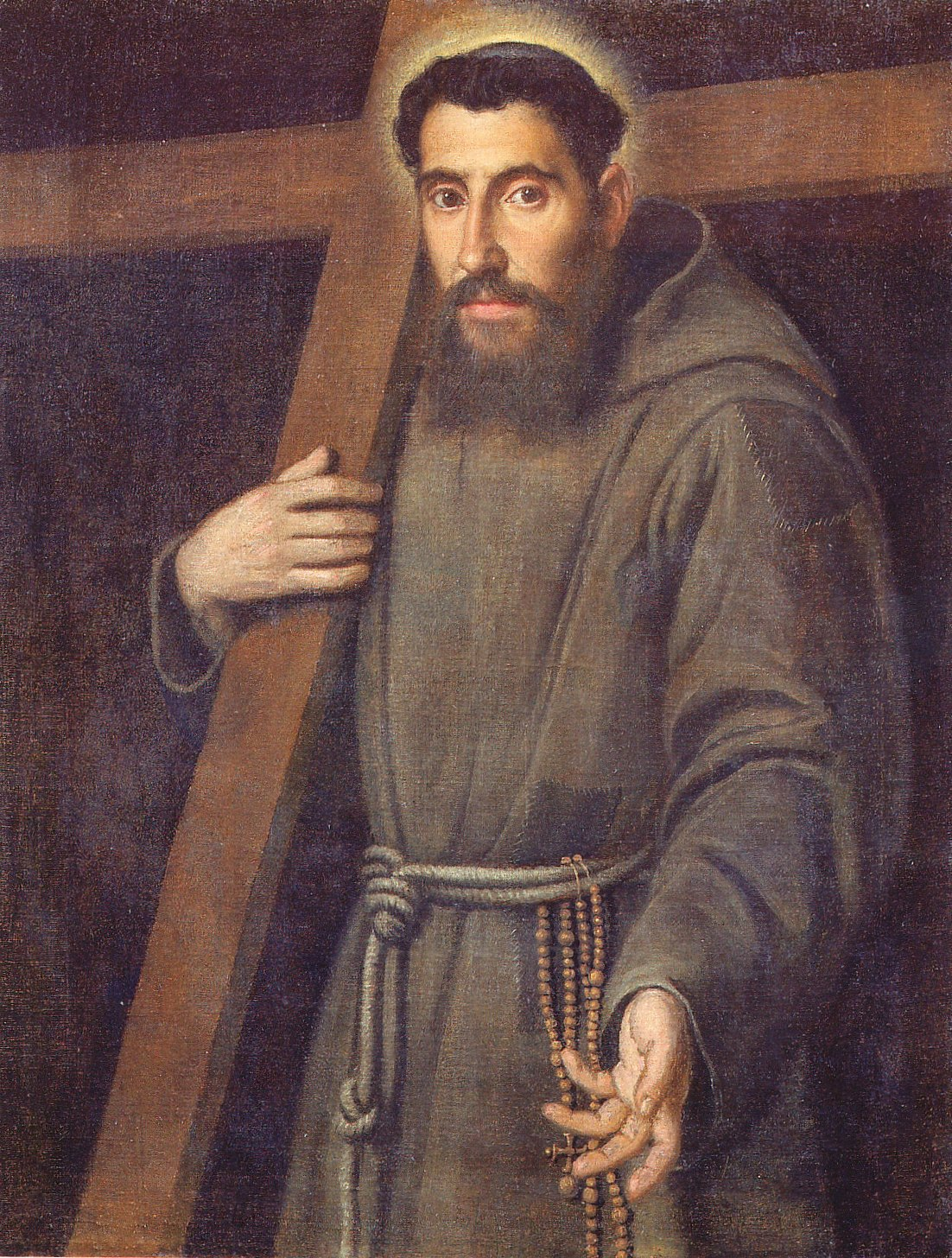
Antonio Pagani - Ritratto di pittore veneto del XVII secolo

In appoggio ai vescovi di Vicenza Matteo e Michele Priuli, Antonio Pagani svolse un'intensa attività riformatrice, anzitutto rivitalizzando l'Oratorio di San Girolamo o Compagnia segreta di San Girolamo, fondata nel 1494 in seguito alla predicazione di Bernardino da Feltre, poi fondando nel 1586 la Compagnia dei Fratelli della Santa Croce per gli uomini, e la Compagnia delle Dimesse o Compagnia della Madonna per le donne, che si staccò nel 1584 dal Terz'Ordine Francescano.

### Gli ultimi anni da eremita e la morte
Antonio Pagani alternò periodi di predicazione a tempi di contemplazione solitaria nei vari eremi dei Colli Berici, come in quello situato sul Monte San Fise (Felice), nei pressi di Pianezze di Arcugnano e nelle grotte di Santa Tecla a Costozza. Negli eremi scrisse numerose opere di ascetica e di mistica. Trascorse gli ultimi tre anni della sua vita nel convento di San Pancrazio a Barbarano Vicentino. Ammalatosi gravemente, morì il 4 gennaio del 1589 nel convento di San Biagio a Vicenza.

### Processo di beatificazione
La sua salma, dopo diverse traslazioni, dal 1948 si trova nella chiesa del convento di San Pancrazio.
Il 22 giugno 2023 fu dichiarato "venerabile".